# 铜钱关镇
铜钱关镇，是中华人民共和国陕西省安康市旬阳市一个已撤销的镇。
原为铜钱关乡。铜钱关乡下辖以下行政区：双河村、大坪村、安然寨村、铜钱村、孙家坡村、太山庙村。2011年，陕西省人民政府调整全省乡镇，以铜钱关乡为铜钱关镇。2015年，陕西省民政厅批复同意撤销铜钱关镇，将其所辖行政区域划归赤岩镇。